# 円照寺墓山古墳群
円照寺墓山古墳群（えんしょうじはかやまこふんぐん）は、奈良県奈良市山町にある古墳群。史跡指定はされていない。

## 概要
奈良盆地東縁の山村丘陵、圓照寺（円照寺）裏山の山腹南斜面に築造された古墳群である。現在の圓照寺宮墓地付近に少なくとも古墳5基が確認されており、1927年（昭和2年）に1号墳の調査が、1959年（昭和34年）に2号墳の調査が実施されている。
古墳群のうち1・2号墳は、小円墳ながら武器・甲冑など豊富な副葬品が出土しており、墳丘も特異な構造として注目され、古墳時代中期の5世紀中葉-後半頃の築造と推定される。帯解地域では、甲冑をはじめとする豊富な副葬品が出土した前方後円墳のベンショ塚古墳が知られ、1・2号墳は同古墳に後続する武装的な古墳と位置づけられる。特に1号墳では、種類の豊富な甲冑について末永雅雄が調査・研究をおこなっており、甲冑研究の嚆矢として考古学史のうえでも重要な古墳になる。

## 遺跡歴
- 寛文9年（1669年）、圓照寺（円照寺）が八島村から山村（現在地）に移転[1]。
- 1927年（昭和2年）、圓照寺宮墓地修理に伴う土砂採取の際に1号墳の発見、調査（末永雅雄ら、1930年に報告）[1]。
- 1959年（昭和34年）、2号墳の調査[1]。

## 一覧

### 1号墳
円照寺墓山1号墳は、圓照寺宮墓地の北側にある小円墳。1927年（昭和2年）に調査が実施されている。
墳形は円形で、直径約13メートル・高さ3.3メートルを測る。墳丘の基底部には人頭大の塊石による敷石を施し、その上に木棺を据えたうえで、粘土で包み、山砂利を積んで山土を盛って構築される。墳丘の東半部では、粘土中から銅鏡（方格規矩文鏡・三角縁三神三獣鏡など）・甲冑（衝角付冑・眉庇付冑・短甲・挂甲など）・武器（刀剣・鉄鏃など）・馬具などが出土している。また西半部では、敷石上に竪穴式小石室3-4基が一列に構築され、石室内から骨片のほか錣・小札・鉄鏃・土器片などが出土している。

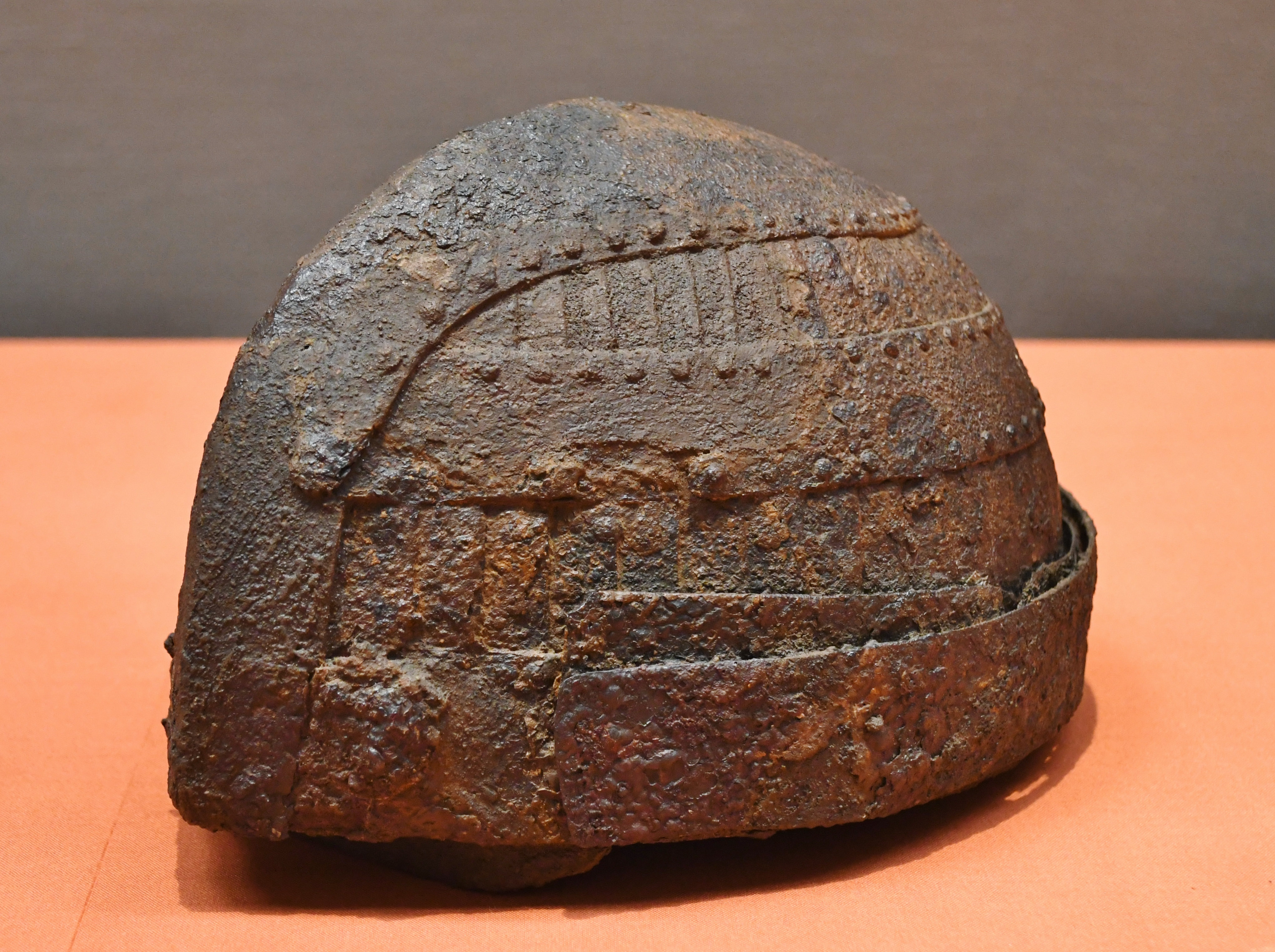
小札鋲留衝角付冑 東京国立博物館展示。

### 2号墳
円照寺墓山2号墳は、1号墳の東側にある小円墳。1959年（昭和34年）に調査が実施されている。
墳形は円形で、直径約8メートルを測る。墳丘周囲には、20センチメートル程度の扁平石によって幅約1メートルの環状敷石帯を設け、その一段下にも葺石状の敷石を設ける。埋葬施設は盗掘のため詳らかでないが、墳丘基底部における粘土槨または礫槨とみられ、長さ6メートル・幅2.5メートル程度と見積もられる。副葬品としては、眉庇付冑・短甲・挂甲・鉄鏃・鉄剣・鉄斧などが出土している。

### 3号墳
円照寺墓山3号墳は、圓照寺宮墓地に隣接する小円墳。埋葬施設は横穴式石室である。

## 関連施設
- 東京国立博物館（東京都台東区） - 円照寺墓山1号墳の出土品を保管。
- 奈良県立橿原考古学研究所附属博物館（橿原市畝傍町） - 円照寺墓山1号墳の出土品の一部、2号墳の出土品を保管。

## 関連文献
（記事執筆に使用していない関連文献）
- 「添上郡帯解町山村圓照寺墓山第一號古墳調査」『奈良縣史蹟名勝天然記念物調査會報告 第11冊』奈良県、1930年。
- 『奈良市史』 考古編、奈良市、1968年。
- 奈良市教育委員会文化財課埋蔵文化財調査センター 編『ベンショ塚古墳発掘調査報告書』奈良市教育委員会〈奈良市埋蔵文化財調査研究報告第6冊〉、2022年。 - リンクは奈良文化財研究所「全国文化財総覧」。